# Александър Дюлгеров
Александър Дюлгеров е български футболист, защитник, към януари 2021 година е състезател на Пирин (Благоевград).

## Кратка спортна биография
През годините е играл за ПФК Локомотив (София), ПФК ЦСКА (София), ПФК Етър (Велико Търново), ПФК Монтана (Монтана), ПФК Славия (София), Конкордия Кяжна, ПФК Септември (София) и Пирин (Благоевград)

## Личен живот
Александър е сгоден за поп певицата Михаела Маринова, но се разделят през юли 2022 г.